# 로먼 그리핀 데이비스
로먼 그리핀 데이비스(Roman Griffin Davis, 2007년 3월 5일 ~ )는 잉글랜드의 남자 배우이다. 2019년 영화 《조조 래빗》에서 주인공 요하네스 베츨러 역할로 잘 알려져 있다.

## 생애
그리핀 데이비스는 2007년 런던에서 태어났다. 프랑스와 영국 국적을 모두 보유하고 있다. 촬영 감독 벤 데이비스의 아들이자 작가이자 감독인 카밀 그리핀의 아들이며, 촬영 감독이자 카메라 오퍼레이터인 마이크 데이비스의 손자이다. 이스트서식스주에서 부모님과 쌍둥이 형제 길비 그리핀 데이비스, 하디 그리핀과 같이 살고 있다.

## 경력
그리핀 데이비스는 9세부터 오디션을 시작했다. 2019년 풍자 블랙 코미디 영화 《조조 래빗》으로 열한 살 때 데뷔를 하였다.

## 작품

### 영화
| 연도 | 제목                | 역할                   | 비고       |
| ---- | ------------------- | ---------------------- | ---------- |
| 2019 | 《조조 래빗》       | 요하네스 "조조" 베츨러 |            |
| 2021 | 《사일런트 나이트》 | 아트                   |            |
| 2025 | 《킹 오브 킹스》    | 월터 디킨스            | 애니메이션 |